# Albert Nast
Albert Nast est un homme politique français né le 24 septembre 1884 à Paris et décédé le 19 juillet 1957 à Chelles (Seine-et-Marne).

## Biographie
Docteur en droit, il est clerc d'avoué, puis rédacteur au recueil Sirey et avocat à la Cour d'Appel de Paris. Il entreprend ensuite des études de médecine et devient externe des hôpitaux de Paris en 1911 et docteur en médecine en 1921. Il est député de Seine-et-Marne de 1931 à 1936, inscrit au groupe des indépendants de gauche. Il est conseiller municipal de Chelles de 1941 à 1957, et exerce ses mandats malgré une cécité totale depuis 1931.

## Sources
- « Albert Nast », dans le Dictionnaire des parlementaires français (1889-1940), sous la direction de Jean Jolly, PUF, 1960 [détail de l’édition]